# 1980年の中日ドラゴンズ
1980年の中日ドラゴンズ（1980ねんのちゅうにちドラゴンズ）では、1980年の中日ドラゴンズにおける動向をまとめる。
この年の中日ドラゴンズは、中利夫監督の3年目のシーズンである。

## 概要
前年Aクラス入りと勝率5割復帰を果たし、故障からカムバックした谷沢健一の復帰で中監督の3年目は優勝争いも期待されたが、ふたを開けてみればいきなり開幕から6連敗、2勝した後また6連敗を喫し、以後最下位から浮上することはなかった。エースの星野仙一に衰えが見え始めた投手陣は前年の新人王・藤沢公也が開幕から9連敗、6月12日にようやく1勝を挙げるが結局それが唯一の白星となり1勝15敗で大きく期待を裏切った。他の投手も三沢淳の8勝が最高で、それ以外では堂上照・戸田善紀がチーム2位の7勝だった。2リーグ分裂後初の2ケタ勝利ゼロに終わり、チーム防御率もリーグ最下位であった。打撃陣では前年に正遊撃手となった宇野勝が開幕前に故障して出遅れ、4番の大島康徳も開幕直後に交通事故にあい戦列を離れるなど故障者が続出。さらにAクラス入りの原動力となったウェイン・ギャレット、ボビー・ジョーンズの両外国人も打撃不振で8月30日にそろって解雇。首位打者となった谷沢以外は田尾安志と木俣達彦を除きほぼ壊滅状態で、豊田誠佑の台頭があったもののチーム本塁打はリーグ4位に終わり盗塁数も50個の最下位。8月にも10連敗を喫したチームは優勝の広島に30ゲーム、5位の阪神にも9.5ゲームつけられて12年ぶりの最下位に終わり、中監督は解任、一軍コーチはスカウトへ異動した高木時夫バッテリーコーチ以外は退団した。シーズン終了後に高木守道が現役を引退した。最下位に沈んだチームの中で、8月末にルーキーの牛島和彦が一軍昇格を果たしてプロ入り初勝利を果たすなど明るい話題もあった。対戦成績では5位阪神に13勝13敗と健闘して全球団負け越しこそ逃れるも、2連覇の広島には4勝20敗2分と大きく負け越して広島優勝のアシスト役になってしまった。

## レギュラーシーズン
| 1 | 二 | 高木守道   |
| 2 | 右 | 石井昭男   |
| 3 | 中 | ジョーンズ |
| 4 | 一 | 大島康徳   |
| 5 | 左 | 井上弘昭   |
| 6 | 三 | ギャレット |
| 7 | 捕 | 木俣達彦   |
| 8 | 遊 | 田野倉正樹 |
| 9 | 投 | 藤沢公也   |

| 順位 | 4月終了時 | 4月終了時 | 5月終了時 | 5月終了時 | 6月終了時 | 6月終了時 | 7月終了時 | 7月終了時 | 8月終了時 | 8月終了時 | 9月終了時 | 9月終了時 | 最終成績 | 最終成績 |
| ---- | --------- | --------- | --------- | --------- | --------- | --------- | --------- | --------- | --------- | --------- | --------- | --------- | -------- | -------- |
| 1位  | 広島      | --        | 広島      | --        | 広島      | --        | 広島      | --        | 広島      | --        | 広島      | --        | 広島     | --       |
| 2位  | ヤクルト  | --        | ヤクルト  | 2.5       | ヤクルト  | 5.0       | ヤクルト  | 10.0      | ヤクルト  | 8.5       | ヤクルト  | 5.5       | ヤクルト | 6.5      |
| 3位  | 巨人      | 2.5       | 阪神      | 3.0       | 大洋      | 5.5       | 阪神      | 13.0      | 巨人      | 16.0      | 大洋      | 18.5      | 巨人     | 14.0     |
| 4位  | 大洋      | 3.0       | 大洋      | 3.5       | 阪神      | 8.5       | 大洋      | 14.0      | 阪神      | 17.5      | 巨人      | 19.0      | 大洋     | 16.0     |
| 5位  | 阪神      | 5.0       | 巨人      | 6.5       | 巨人      | 8.5       | 巨人      | 16.0      | 大洋      | 18.0      | 阪神      | 19.5      | 阪神     | 20.5     |
| 6位  | 中日      | 7.5       | 中日      | 11.5      | 中日      | 17.5      | 中日      | 22.0      | 中日      | 30.0      | 中日      | 30.5      | 中日     | 30.0     |

| 順位 | 球団               | 勝 | 敗 | 分 | 勝率 | 差   |
| 1位  | 広島東洋カープ     | 73 | 44 | 13 | .624 | 優勝 |
| 2位  | ヤクルトスワローズ | 68 | 52 | 10 | .567 | 6.5  |
| 3位  | 読売ジャイアンツ   | 61 | 60 | 9  | .504 | 14.0 |
| 4位  | 横浜大洋ホエールズ | 59 | 62 | 9  | .488 | 16.0 |
| 5位  | 阪神タイガース     | 54 | 66 | 10 | .450 | 20.5 |
| 6位  | 中日ドラゴンズ     | 45 | 76 | 9  | .372 | 30.0 |

## オールスターゲーム1980
- コーチ

中利夫
- 監督推薦

木俣達彦
谷沢健一
田尾安志（補充選手）

## 表彰選手
| リーグ・リーダー | リーグ・リーダー | リーグ・リーダー | リーグ・リーダー |
| 選手名           | タイトル         | 成績             | 回数             |
| ---------------- | ---------------- | ---------------- | ---------------- |
| 谷沢健一         | 首位打者         | .369             | 4年ぶり2度目     |
| その他           |                  |                  |                  |
| 選手名           | タイトル         | タイトル         | タイトル         |
| 谷沢健一         | カムバック賞     | カムバック賞     | カムバック賞     |

| ベストナイン         | ベストナイン | ベストナイン |
| 選手名               | ポジション   | 回数         |
| -------------------- | ------------ | ------------ |
| 谷沢健一             | 一塁手       | 初受賞       |
| ダイヤモンドクラブ賞 |              |              |
| 選出なし             |              |              |

## ドラフト
| 順位 | 選手名   | ポジション | 所属           | 結果 |
| ---- | -------- | ---------- | -------------- | ---- |
| 1位  | 中尾孝義 | 捕手       | プリンスホテル | 入団 |
| 2位  | 後藤祝秀 | 投手       | 本田技研       | 入団 |
| 3位  | 古谷盛人 | 捕手       | 和歌山・熊野高 | 入団 |
| 4位  | 長田克史 | 内野手     | 日産自動車     | 入団 |